# わだかまり
| ウィキペディアには「わだかまり」という見出しの百科事典記事はありません（タイトルに「わだかまり」を含むページの一覧/「わだかまり」で始まるページの一覧）。 代わりにウィクショナリーのページ「わだかまり」が役に立つかもしれません。 |